# Ōkute-juku

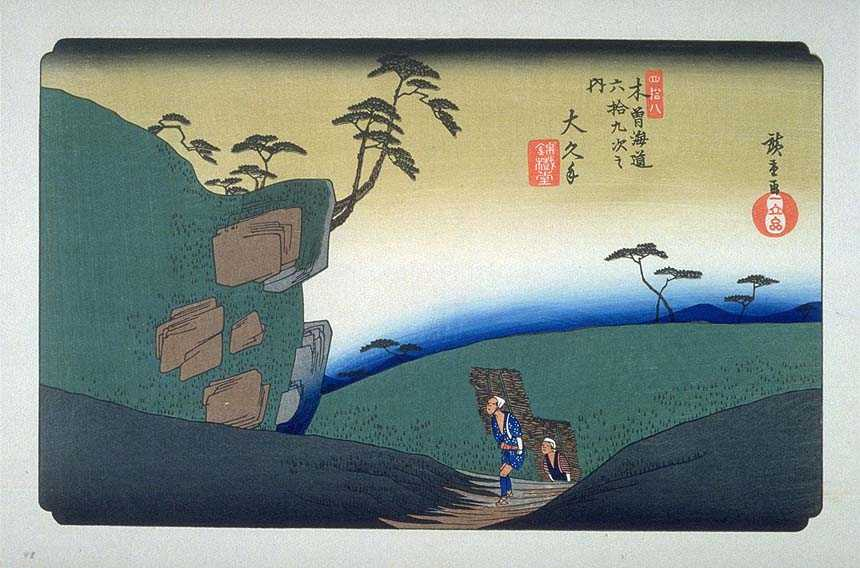
Ōkute-juku, estampe de Hiroshige de la série Les Soixante-neuf Stations du Kiso Kaidō.

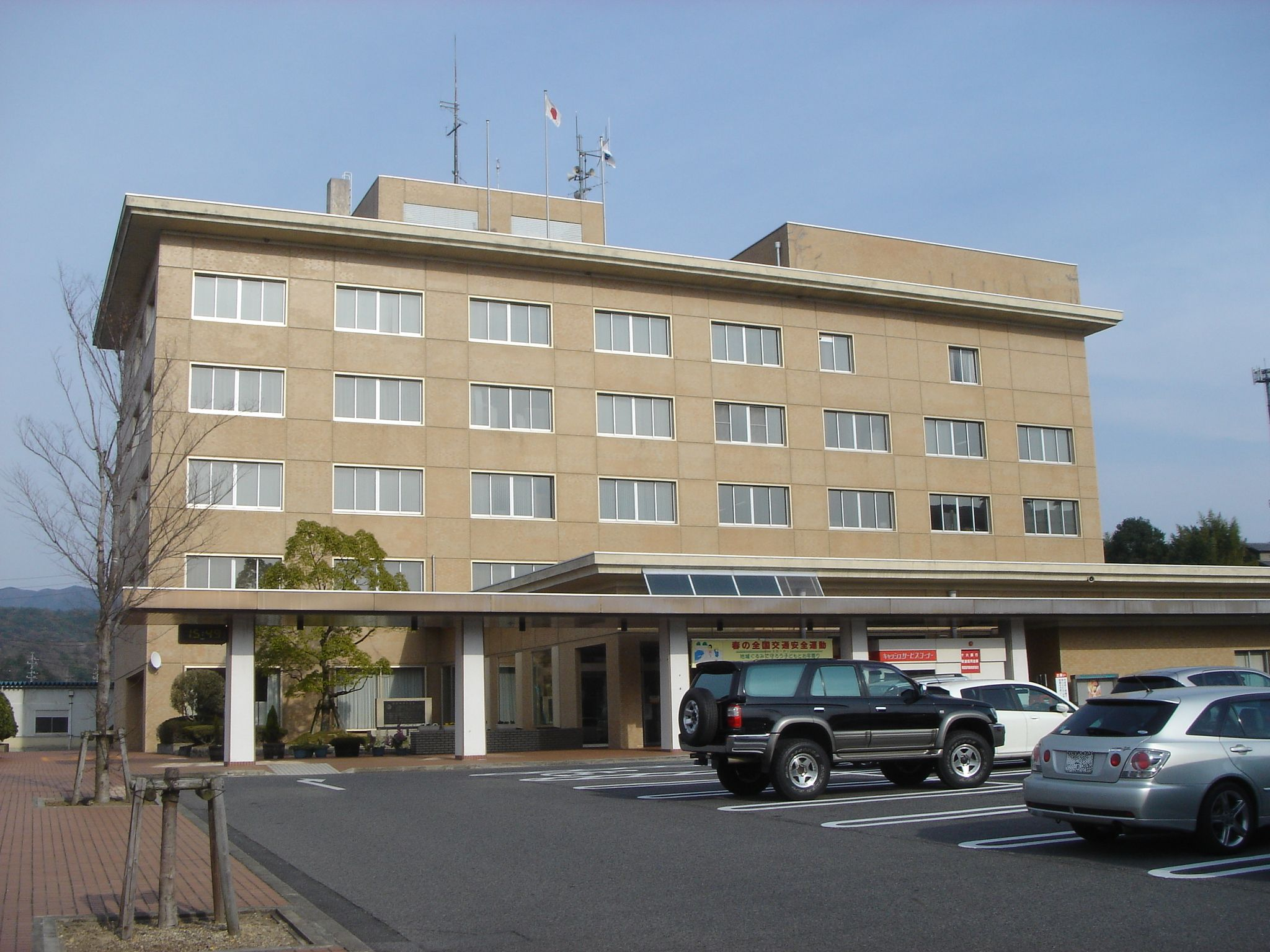
Mairie de Mizunami (2008).

Ōkute-juku (大湫宿, Ōkute-juku) était la quarante-septième des soixante-neuf stations du Nakasendō durant la période Edo. C'est la première station à être dans le domaine de la branche Owari du clan Tokugawa, un des clans les plus puissants de la région. Elle se situe dans la ville moderne de Mizunami, préfecture de Gifu au Japon. 大久手 est un kanji possible pour le nom de cette étape.

## Histoire
Ōkute-juku est établi en 1604 et sert de station entre Ōi-juku et Hosokute-juku (qui se trouvent respectivement, avant et après Ōkute-juku). Le col de Biwa (琵琶峠, Biwa-tōge) traverse une petite montagne entre ces deux shukuba non loin d'Ōkute-juku. La princesse Chikako séjourne dans cette station lors de ses voyages au long du Nakasendō. Au col de Biwa se trouve une pierre sur laquelle est gravé un poème qu'écrivit la princesse, disant qu'elle avait finalement quitté son domicile à Kyoto pendant son voyage vers Edo pour rencontrer et épouser le shogun. Par ailleurs, le sanctuaire de Shinmei possède un cèdre du Japon vieux de plus de 1 300 ans.

## Stations voisines
Nakasendō
Ōi-juku – Ōkute-juku – Hosokute-juku